# あいち健康プラザ
あいち健康プラザ（あいちけんこうプラザ）は、愛知県知多郡東浦町にある健康をテーマとした愛知県立の複合施設である。正式名称は「あいち健康の森健康科学総合センター」。

## 概要

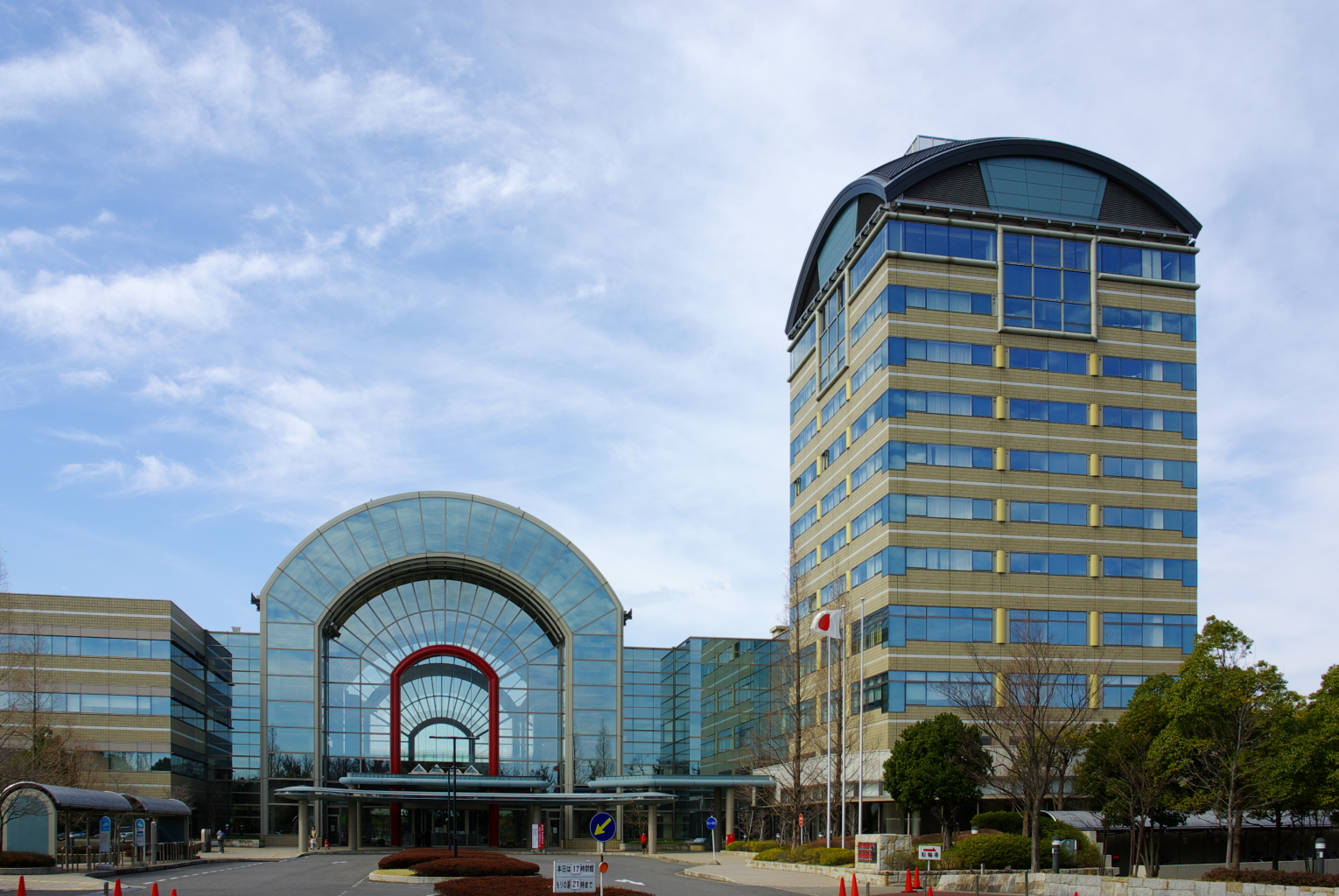
あいち健康プラザ　東側よりみる

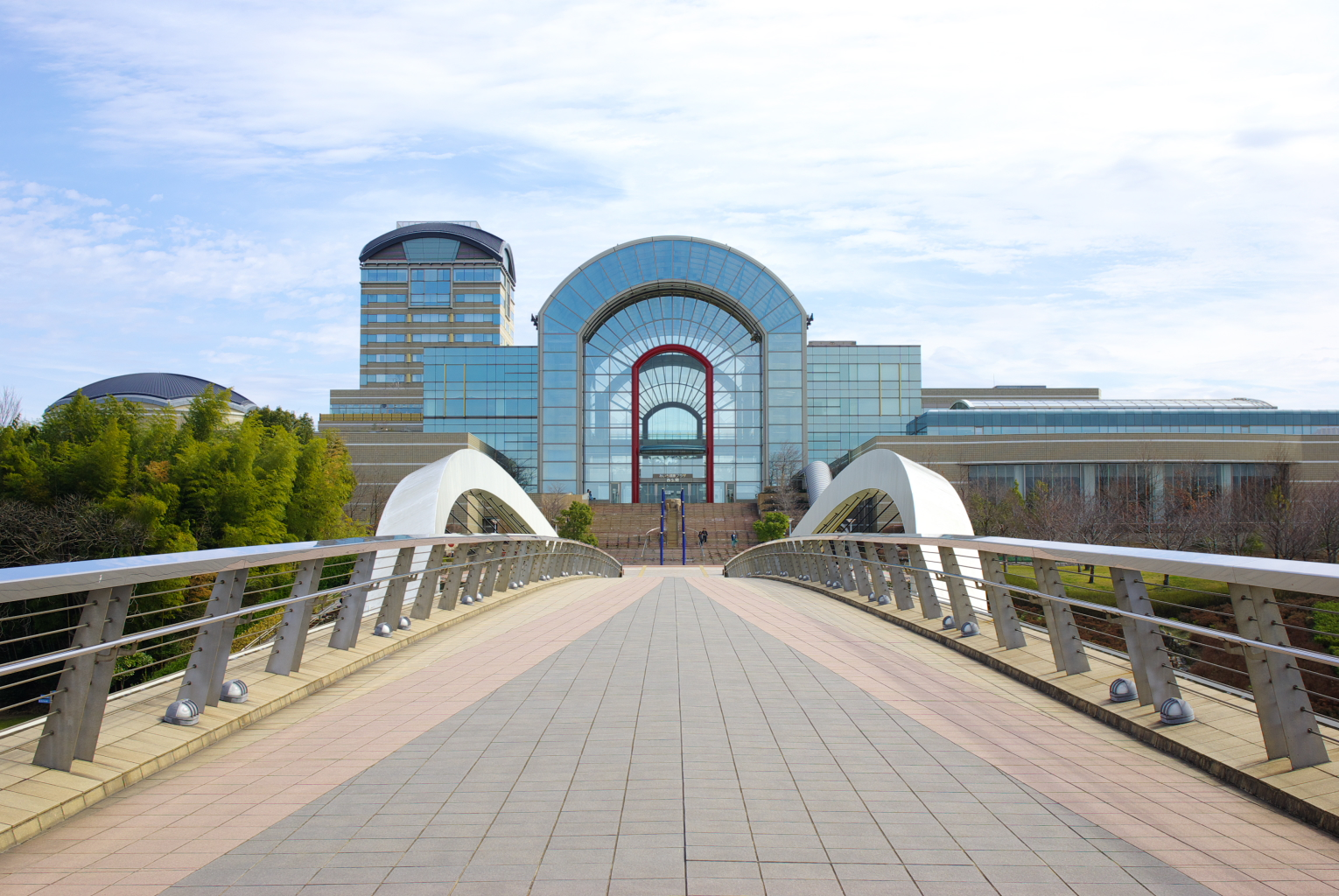
あいち健康プラザ　西側よりみる

1998年（平成10年）にオープンした複合施設で、あいち健康の森の健康ゾーンに立地する。当館は、健康開発館、健康科学館（現在は休止）、健康情報館、健康宿泊館で構成されており、1998年（平成10年）度の第6回愛知まちなみ建築賞を受賞している。
管理・運営は開業から指定管理者の公益財団法人愛知県健康づくり振興事業団が単独で行っていたが、2011年（平成23年）度より施設の管理運営と広報および営業活動をトヨタエンタプライズと愛知県健康づくり振興事業団の共同体が行なっている。また、健康づくりのソフト部門に関しては従来通り愛知県健康づくり振興事業団が行う。

## 施設

### 健康開発館
屋内スポーツ施設となっており、アスレチックルームやフィットネスルーム、ヘルスチェックルーム、ジョギングコースなどを備える。
このほかにも健康状態の検査が行える検査室がある。
かつては温水プールやクッキングルーム、リラクゼーションルームが存在したが、2020年9月30日をもって廃止された。

### 健康科学館
体の働きに関する展示や健康に関する展示が行われていたほか、健康学習室がありパソコン健康教室や講座、イベントなども行われていた。
このほかにもヘルスサイエンスシアターや健康プラザショップがあった。
入場者数は低くなかったが、施設が老朽化したため2020年9月30日をもって営業を終了した。

### 健康情報館
情報ライブラリーとなっており保健・医療・福祉に関する情報の閲覧ができる。

### 健康宿泊館
1,000人収容できる大ホール「プラザホール」や会議室のほか客室や天然温泉を利用した浴室、レストランなどがある宿泊施設である。
2011年（平成23年）3月8日、健康宿泊館専用の公式ホームページが開設。同年4月1日からの宿泊に向けてインターネット予約を開始。指定管理者は株式会社トヨタエンタプライズ。
新型コロナウイルス感染症流行による医療崩壊を防ぐため、無症状感染者向けの一時生活施設として使用される。同施設は周りに人家がなく、まとまった部屋数が確保できるために選ばれた。4月9日から順次受け入れを行っている。。開設は愛知県医師会の求めに応じたもので、利用者は重症化リスクのないとされる軽症者および回復者のうちPCR検査で陽性反応の者に限られる。愛知県病院協会などが医師や看護師を派遣し、利用者の健康観察を担当する。利用者の動線は4階以上のフロアに限られ、5階から10階までの計63部屋の客室が使用される。11階の展望スペースは体操などをするための開放スペースとし、食事などは施設が準備する。

## 所在地
- 愛知県知多郡東浦町大字森岡字源吾山1番地の1

## 交通アクセス
- JR東海道本線・武豊線「大府駅」より知多バス「あいち健康プラザ」で下車、徒歩で約12分。
- 知多半島道路 大府東海ICから約10分。

## 周辺
- JAあぐりタウン げんきの郷
- 国立長寿医療研究センター
- あいち小児保健医療総合センター